# اینار برنزن
اینار برنزن (انگلیسی: Einar Berntsen; ۲۰ نوامبر ۱۸۹۱ – ۱ فوریهٔ ۱۹۶۵) قایقران، و اسکیت‌باز سرعت اهل نروژ بود.